# Opharus almopia
Opharus almopia là một loài bướm đêm thuộc phân họ Arctiinae, họ Erebidae.